# Laguna Galletué
La laguna Galletué está en la región de la Araucanía, al sur de Chile. Localizada a 18 kilómetros al oeste-suroeste de Liucura y a 110 kilómetros al este-noreste de Temuco, es aquí, a 1350 metros de altura, donde nace el río Biobío. Se encuentra específicamente en el interior de la antigua reserva nacional Lago Galletué (creada en 1991 y desafectada en 1997), entre la reserva nacional China Muerta y la reserva nacional Alto Biobío.

## Historia
Parte de la historia reciente (posterior a 1880) se encuentra documentada en un libro del historiador Jose Bengoa. Aquí se relatan los movimientos de las primeras familias establecidas en el sector, provinientes desde Argentina u otros sectores de Chile y la intervención de parte de empresas forestales que talaron los bosques nativos.
Risopatrón la describe en su Diccionario Jeográfico de Chile (1924):: 370 
Gualletué (Laguna de). De 9 km² de superficie, se encuentra a 1163 m de altitud, en un estrecho i pintoresco valle rodeado de sierras nevosas, que vierten en ella precipitados arroyos; da orijen al río Biobío.
Su nombre es Galletué, pero se ha escrito Gualletué, Guayetue, Huechultue, Huechueltui, Huechueltue, a veces con acento.

## Población, economía y ecología
La zona es conocida por su gran cantidad de flora y fauna, entre las que destacan bosques de araucaria, lenga, ñirre, coigüe, entre otros, y especies como el puma, el águila, el pato jergón, la tagua, el pato real y peces como la trucha arcoíris, la trucha fario y otras. Estas últimas han incentivado en la zona el crecimiento de la pesca deportiva.[cita requerida] Además cuenta con zonas para acampar y playas con arena negra. A escasos kilómetros se encuentra el cerro Redondo, la Batea Mahuida, e Icalma. Existe un camino de ripio que conecta Icalma con Sierra Nevada o Lonquimay, denominado La Fusta, que pasa por la Reserva Nacional China Muerta.